# Leptotyphlinae
Leptotyphlinae es una subfamilia de coleópteros polífagos estafilínidos (Staphylinidae); son ciegos y sin alas. Se distribuyen por todo el mundo (excepto la Antártida y otras zonas polares y subpolares).